# 土耳其裔匈牙利人
土耳其裔匈牙利人，是指土耳其帝國統治時代來到的土耳其人移民與他們後裔，這里指的是土耳其族而不是以前在潘諾尼亞生活的突厥移民。

## 歴史
匈牙利王国在十六世紀被蘇里曼大帝佔領，直到1683年也是土耳其帝国的附庸，後被奥地利合倂。在十八世纪大多土耳其人也被逐出奥匈帝国。

## 宗教
根據匈牙利2002年人口普查，匈牙利有3201個穆斯林，土耳其人佔1700人。